# CART-Saison 1993
Die CART-Saison 1993 war die 15. CART-Meisterschaft und die 72. Meisterschaftssaison im US-amerikanischen Formelsport.

## Hintergrund
Die Saison 1993 begann am 21. März in Surfers Paradise und endete nach 16 Rennen am 3. Oktober im Monterey County.
Der Brite Nigel Mansell kam als amtierender Formel-1-Weltmeister neu in die Serie. Im Team von Newman/Haas ersetzte er Michael Andretti, der im Gegenzug zu McLaren in die Formel 1 wechselte. Mansell gewann als Debütant die Fahrer-Meisterschaft und damit auch den Titel "Rookie of the Year".
Die Einsätze des Fahrers Willy T. Ribbs finanzierte unter anderen auch der Comedian Bill Cosby.
Das Team Menard Racing trat nur in Indianapolis an. Als Motor kam dabei eine vom Team weiterentwickelte Version des Buick V6 unter dem Namen Menard/Buick zum Einsatz.
Rahal-Hogan Racing hatte vor der Saison den Konkurrenten Truesports übernommen. Deren Chassis-Eigenentwicklung (Truesport 92C) war von R/H weiterentwickelt worden und startete unter dem Namen Rahal-Hogan RH-001. Nachdem sich Bobby Rahal in Indianapolis mit dem Auto nicht qualifizieren konnte, kaufte das Team Chassis von Lola.
Eddie Cheever wurde nach sechs Rennen bei Turley Motorsports entlassen, da dem Team das Geld fehlte, um den Piloten zu bezahlen. Cheever ersetzte, nach einem kurzen Intermezzo im Team Dick Simon, bei Budweiser King Roberto Guerrero.
Der einzige deutsche Teilnehmer Christian Danner kam lediglich bei drei Rennen für das finanzschwache Euromotorsport Team zum Einsatz. Sein Punktgewinn in Elkhart Lake ist daher bemerkenswert, da er während des Rennens bei einem unplanmäßigen Boxenstopp aufgrund eines technischen Problems dreißig Sekunden verlor und keine Reifen wechseln konnte. Euromotorsport stand keinen weiteren Reifensatz mehr zur Verfügung.

## Saisonverlauf

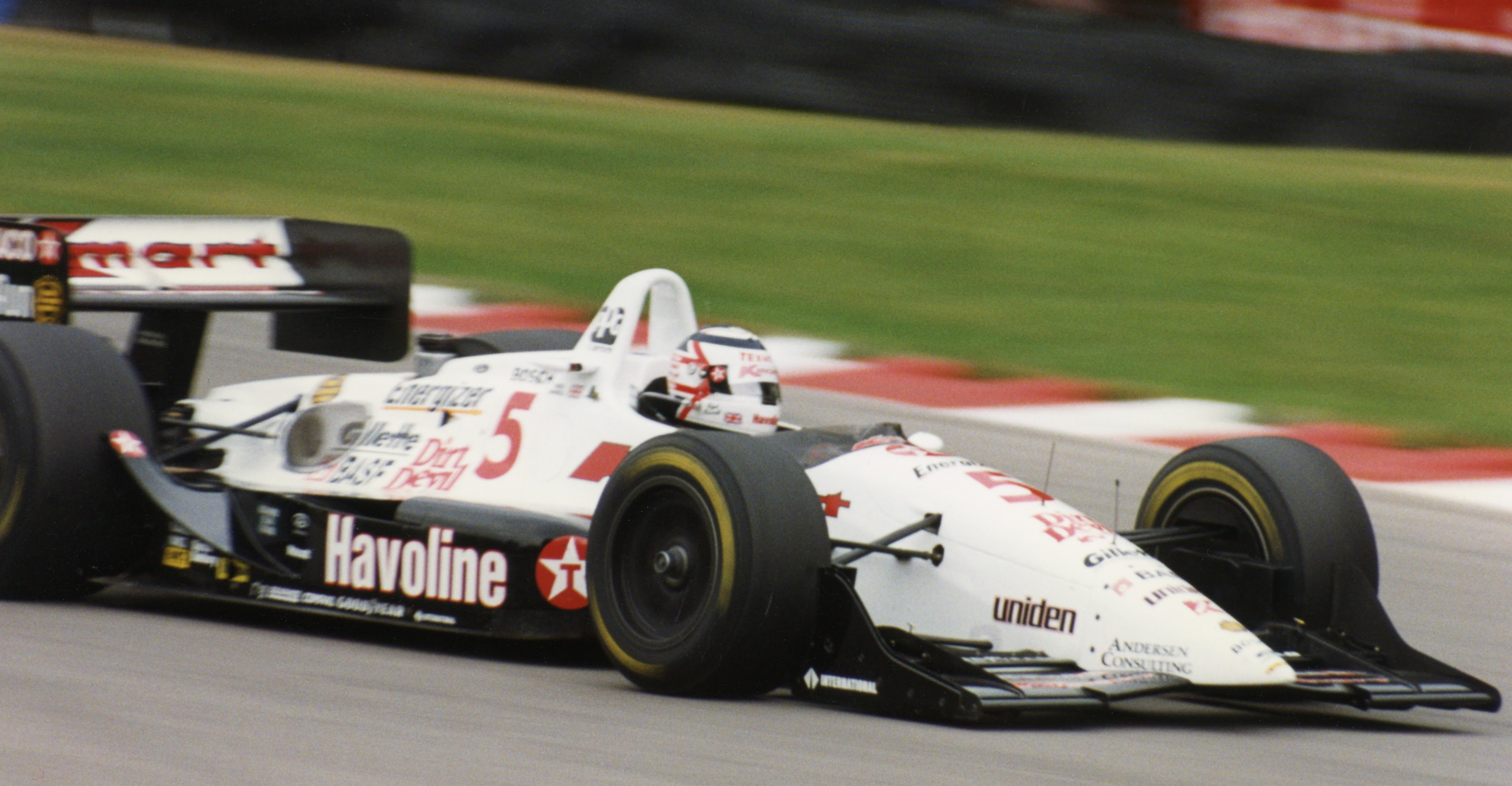
Nigel Mansell im Auto des Teams Newman/Haas

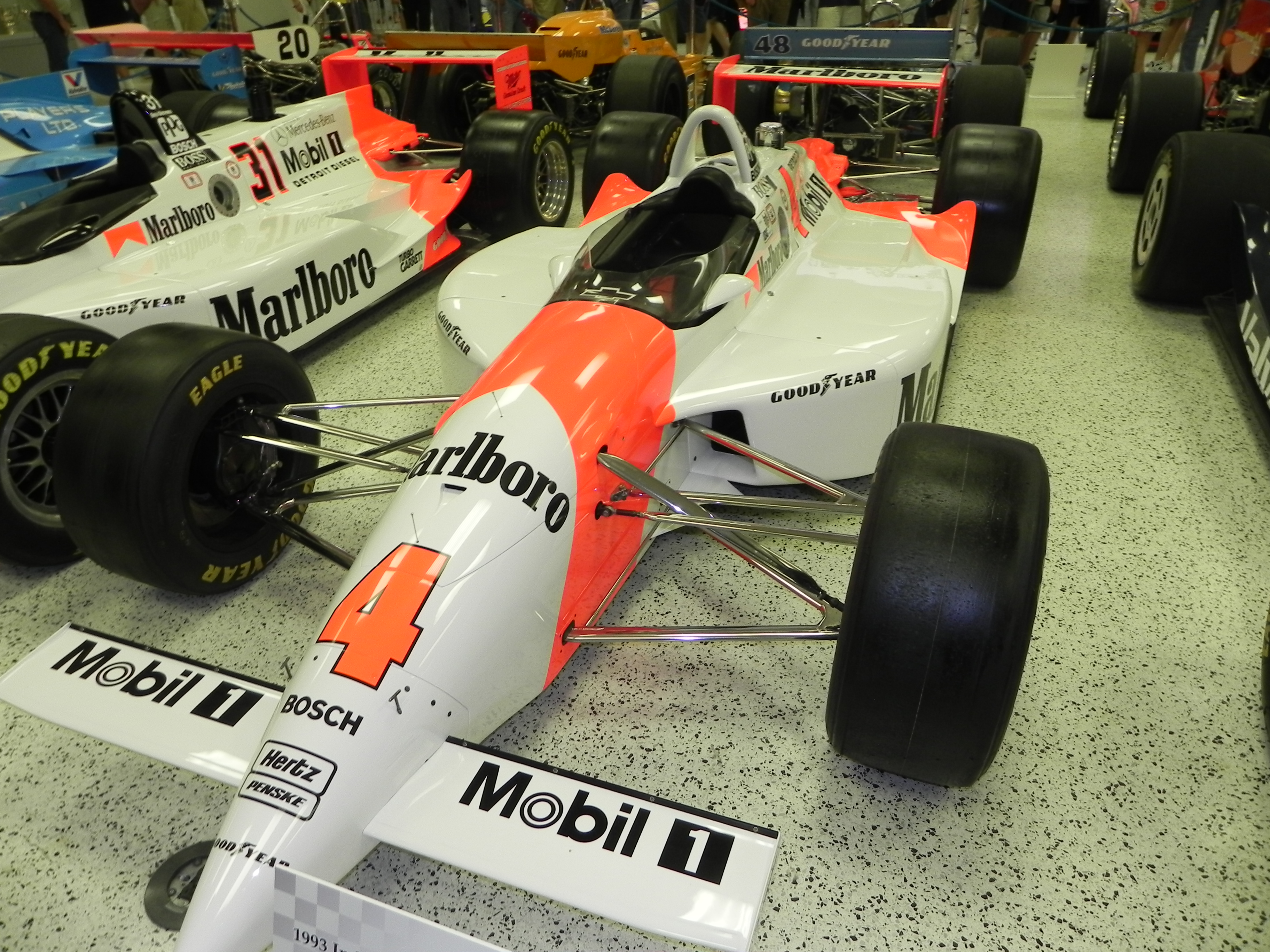
Der Siegerwagen des Indy 500 von Emerson Fittipaldi und dem Team Penske

Bereits beim ersten Rennen im australischen Surfers Paradise stand der Rookie Nigel Mansell auf der Pole-Position. Er gewann auf dem Stadtkurs trotz eines Strafstopps, den er mit seinem regulären Boxenstopp verbinden durfte, vor Penske-Fahrer Emerson Fittipaldi. Er war damit der erste Fahrer seit Graham Hill 1966 in Indianapolis, der bei seinem Debüt-Rennen siegen konnte.
In Phoenix fuhr Mansell von der ersten Runde an schnelle Rundenzeiten, hatte jedoch im freien Training am Samstag einen Unfall, bei dem er kurz bewusstlos war. Er verbrachte die Nacht im Krankenhaus und musste das Rennen auslassen. Am Renntag dominierten die Penske-Fahrer. Paul Tracy fuhr zunächst zwei Runden Vorsprung auf den Zweitplatzierten heraus, verunfallte dann aber. Fittipaldi fuhr über Trümmerteile des Tracy-Penske und fiel aus. Mario Andretti, Teamkollege von Mansell bei Newmann/Haas, gewann nach fast fünf sieglosen Jahren das Rennen. Er ist mit damals 53 Jahren bis heute der älteste IndyCar-Sieger.
Auf dem Stadtkurs in Long Beach meldete sich Mansell mit der Pole-Position zurück. Das Rennen gewann Tracy, der seinen ersten Karriere-Sieg feiern durfte. Bobby Rahal belegte den zweiten und Mansell den dritten Rang.
Beim Indianapolis 500 war Fittipaldi siegreich, Mansell wurde Dritter und holte sich die Meisterschaftsführung, die er in Long Beach verloren hatte, wieder zurück. Eine Woche später gewann Mansell in Milwaukee sein erstes Ovalrennen, auf derselben Strecke, auf der dies 1963 auch seinem Landsmann Jim Clark gelang.
Danach siegte Ex-Formel-1-Faher Danny Sullivan bei einem ausfallreichen Rennen in Detroit. Der Kampf um die Meisterschaft war zwischen Mansell, Fittipaldi und Tracy avanciert. Die Penske-Fahrer gewannen jene Rennen auf den Stadtkursen und permanenten Rennstrecken, auf denen man das eigentlich von Mansell erwartet hatte, während er alle drei ausstehenden Ovalrennen gewann. Fittipaldi siegte in Portland, Tracy danach auf der Flugplatzpiste von Cleveland, das von einem packenden Zweikampf Mansell gegen Fittipaldi um den zweiten Platz bestimmt war. Mansell behielt am Ende die Oberhand.
Danach gelang Tracy und Fittipaldi einen Doppelsieg in Tracy's Heimatstadt Toronto. Mansell seinerseits gewann das 500-Meilen-Rennen auf dem Michigan-Oval und auch auf dem kurzen Oval in New Hampshire. Weiters gewann Tracy in Elkhart Lake und der ehemalige Meister Al Unser jr. für das Team von Rick Galles auf dem Stadtkurs in Vancouver. Es sollte der letzte Sieg für das Team von Rick Galles bleiben.
Fittipaldi hielt sich im Anschluss mit einem Sieg in Mid-Ohio in der Meisterschaftsentscheidung. Auf dem Einmeilenoval von Nazareth zeigte Mansell ein beeindruckendes Rennen und konnte vorzeitig Meister werden. Er kämpfte lange mit Tracy und gewann das Rennen, in dem Fittipaldi fünfter wurde. Daran änderte auch Tracys Sieg beim Saisonfinale in Laguna Seca nichts mehr. Er hatte zwar fünf Saison-Rennen gewonnen wie Mansell auch, da Fittipaldi aber konstantere Resultate erreichte während des ganzen Jahres, reichte es Tracy schlussendlich für den dritten Rang in der Meisterschaft.

## Teams und Fahrer
| Team                     | Nr. | Fahrer                | Auto                           | Motor                                         |
| ------------------------ | --- | --------------------- | ------------------------------ | --------------------------------------------- |
| Newman/Haas Racing       | 5   | Nigel Mansell         | Lola T93/00                    | Ford-Cosworth XB                              |
| Newman/Haas Racing       | 6   | Mario Andretti        | Lola T93/00                    | Ford-Cosworth XB                              |
| Penske Racing            | 4   | Emerson Fittipaldi    | Penske PC22                    | Chevrolet Indy V8/C                           |
| Penske Racing            | 12  | Paul Tracy            | Penske PC22                    | Chevrolet Indy V8/C                           |
| Rahal-Hogan Racing       | 1   | Bobby Rahal           | Lola T93/00 Rahal-Hogan RH-001 | Chevrolet Indy V8/C                           |
| Rahal-Hogan Racing       | 26  | Mike Groff            | Lola T93/00 Rahal-Hogan RH-001 | Chevrolet Indy V8/C                           |
| Dick Simon Racing        | 9   | Raul Boesel           | Lola T92/00 Lola T93/00        | Ford-Cosworth XB Buick V6 Chevrolet Indy V8/A |
| Dick Simon Racing        | 18  | Jimmy Vasser          | Lola T92/00 Lola T93/00        | Ford-Cosworth XB Buick V6 Chevrolet Indy V8/A |
| Dick Simon Racing        | 22  | Scott Brayton         | Lola T92/00 Lola T93/00        | Ford-Cosworth XB Buick V6 Chevrolet Indy V8/A |
| Dick Simon Racing        | 23  | Didier Theys          | Lola T92/00 Lola T93/00        | Ford-Cosworth XB Buick V6 Chevrolet Indy V8/A |
| Dick Simon Racing        | 36  | Stéphan Grégoire      | Lola T92/00 Lola T93/00        | Ford-Cosworth XB Buick V6 Chevrolet Indy V8/A |
| Dick Simon Racing        | 90  | Gary Brabham          | Lola T92/00 Lola T93/00        | Ford-Cosworth XB Buick V6 Chevrolet Indy V8/A |
| Dick Simon Racing        | 90  | Lyn St. James         | Lola T92/00 Lola T93/00        | Ford-Cosworth XB Buick V6 Chevrolet Indy V8/A |
| Dick Simon Racing        | 90  | Bertrand Gachot       | Lola T92/00 Lola T93/00        | Ford-Cosworth XB Buick V6 Chevrolet Indy V8/A |
| Dick Simon Racing        | 90  | Eddie Cheever         | Lola T92/00 Lola T93/00        | Ford-Cosworth XB Buick V6 Chevrolet Indy V8/A |
| Dick Simon Racing        | 90  | Maurício Gugelmin     | Lola T92/00 Lola T93/00        | Ford-Cosworth XB Buick V6 Chevrolet Indy V8/A |
| Chip Ganassi Racing      | 10  | Arie Luyendyk         | Lola T93/00                    | Ford-Cosworth XB                              |
| Galles Racing            | 3   | Al Unser jr.          | Lola T93/00                    | Chevrolet Indy V8/C                           |
| Galles Racing            | 7   | Danny Sullivan        | Lola T93/00                    | Chevrolet Indy V8/C                           |
| Galles Racing            | 11  | Adrián Fernández      | Lola T93/00                    | Chevrolet Indy V8/C                           |
| Galles Racing            | 11  | Kevin Cogan           | Lola T93/00                    | Chevrolet Indy V8/C                           |
| Walker Motorsports       | 2   | Scott Goodyear        | Lola T92/00 Lola T93/00        | Ford-Cosworth XB                              |
| Walker Motorsports       | 15  | Hiro Matsushita       | Lola T92/00 Lola T93/00        | Ford-Cosworth XB                              |
| Walker Motorsports       | 75  | Willy T. Ribbs        | Lola T92/00 Lola T93/00        | Ford-Cosworth XB                              |
| A. J. Foyt Enterprises   | 14  | Robby Gordon          | Lola T92/00 Lola T93/00        | Ford-Cosworth XB                              |
| A. J. Foyt Enterprises   | 14  | A. J. Foyt            | Lola T92/00 Lola T93/00        | Ford-Cosworth XB                              |
| A. J. Foyt Enterprises   | 84  | John Andretti         | Lola T92/00 Lola T93/00        | Ford-Cosworth XB                              |
| Hall/VDS Racing          | 8   | Teo Fabi              | Lola T93/00                    | Chevrolet Indy V8/C                           |
| Bettenhausen Motorsports | 16  | Stefan Johansson      | Penske PC22                    | Chevrolet Indy V8/C                           |
| Bettenhausen Motorsports | 33  | Scott Sharp           | Penske PC22                    | Chevrolet Indy V8/C                           |
| Bettenhausen Motorsports | 76  | Tony Bettenhausen jr. | Penske PC22                    | Chevrolet Indy V8/C                           |
| Budweiser King Racing    | 28  | Eddie Cheever         | Lola T92/00                    | Chevrolet Indy V8/C                           |
| Budweiser King Racing    | 40  | Roberto Guerrero      | Lola T92/00                    | Chevrolet Indy V8/C                           |
| Budweiser King Racing    | 60  | Jim Crawford          | Lola T92/00                    | Chevrolet Indy V8/C                           |
| Budweiser King Racing    | 80  | Al Unser              | Lola T92/00                    | Chevrolet Indy V8/C                           |
| Turley Motorsports       | 69  | Eddie Cheever         | Penske PC 21                   | Chevrolet Indy V8/B                           |
| Turley Motorsports       | 99  | Brian Till            | Penske PC 21                   | Chevrolet Indy V8/B                           |
| Euromotorsport Racing    | 42  | Jeff Wood             | Lola T91/00 Lola T92/00        | Ford-Cosworth DFS Chevrolet Indy V8/A         |
| Euromotorsport Racing    | 42  | Andrea Chiesa         | Lola T91/00 Lola T92/00        | Ford-Cosworth DFS Chevrolet Indy V8/A         |
| Euromotorsport Racing    | 50  | Dave Kudrave          | Lola T91/00 Lola T92/00        | Ford-Cosworth DFS Chevrolet Indy V8/A         |
| Euromotorsport Racing    | 50  | Davy Jones            | Lola T91/00 Lola T92/00        | Ford-Cosworth DFS Chevrolet Indy V8/A         |
| Euromotorsport Racing    | 50  | Andrea Montermini     | Lola T91/00 Lola T92/00        | Ford-Cosworth DFS Chevrolet Indy V8/A         |
| Euromotorsport Racing    | 50  | Christian Danner      | Lola T91/00 Lola T92/00        | Ford-Cosworth DFS Chevrolet Indy V8/A         |
| Pro Formance Motorsports | 45  | Scott Pruett          | Lola T91/00                    | Chevrolet Indy V8/A                           |
| Dale Coyne Racing        | 19  | Robbie Buhl           | Lola T91/00 Lola T92/00        | Chevrolet Indy V8/A Buick V6                  |
| Dale Coyne Racing        | 19  | Johnny Unser          | Lola T91/00 Lola T92/00        | Chevrolet Indy V8/A Buick V6                  |
| Dale Coyne Racing        | 19  | Éric Bachelart        | Lola T91/00 Lola T92/00        | Chevrolet Indy V8/A Buick V6                  |
| Dale Coyne Racing        | 39  | Ross Bentley          | Lola T91/00 Lola T92/00        | Chevrolet Indy V8/A Buick V6                  |
| Arciero Racing           | 25  | Mark Smith            | Penske PC21                    | Chevrolet Indy V8/B                           |
| Indy Regency Racing      | 29  | Olivier Grouillard    | Lola T92/00                    | Chevrolet Indy V8/A                           |
| Sovereign Racing         | 30  | Marco Greco           | Lola T91/00 Lola T92/00        | Chevrolet Indy V8/A Buick V6                  |
| Sovereign Racing         | 28  | Rocky Moran           | Lola T91/00 Lola T92/00        | Chevrolet Indy V8/A Buick V6                  |
| Hemelgarn Racing         | 20  | Buddy Lazier          | Lola T91/00 Lola T92/00        | Chevrolet Indy V8/A Buick V6                  |
| Hemelgarn Racing         | 28  | Brian Bonner          | Lola T91/00 Lola T92/00        | Chevrolet Indy V8/A Buick V6                  |
| Hemelgarn Racing         | 91  | Stan Fox              | Lola T91/00 Lola T92/00        | Chevrolet Indy V8/A Buick V6                  |
| Hemelgarn Racing         | 92  | Didier Theys          | Lola T91/00 Lola T92/00        | Chevrolet Indy V8/A Buick V6                  |
| Pagan Racing             | 21  | Jeff Andretti         | Lola T92/00                    | Buick V6                                      |
| Pagan Racing             | 22  | Mark Smith            | Lola T92/00                    | Buick V6                                      |
| Menard Racing            | 27  | Geoff Brabham         | Lola T93/00                    | Menard-Buick V6                               |
| Menard Racing            | 51  | Gary Bettenhausen     | Lola T93/00                    | Menard-Buick V6                               |
| Menard Racing            | 77  | Nelson Piquet         | Lola T93/00                    | Menard-Buick V6                               |
| David Mann Racing        | 93  | John Paul jr.         | Lola T92/00                    | Buick V6                                      |
| PacWest Racing           | 66  | Dominic Dobson        | Galmer G92B                    | Chevrolet Indy V8/C                           |
| Thom Burns Racing        | 17  | Dominic Dobson        | Galmer G92B                    | Chevrolet Indy V8/A                           |
| Nu-Tech/Gagliano         | 98  | Dennis Vitolo         | Lola T91/00                    | Ford-Cosworth DSF Chevrolet Indy V8/A         |
| Nu-Tech/Gagliano         | 98  | Brian Bonner          | Lola T91/00                    | Ford-Cosworth DSF Chevrolet Indy V8/A         |
| Paragon Racing           | 44  | John C. Brooks        | Lola T92/00                    | Chevrolet Indy V8/A                           |

Alle Piloten traten mit Goodyear Einheitsreifen an.

## Statistik

### Rennergebnisse
| Nr. | Datum         | Veranstaltung (Rennstrecke)                                                                 | Sieger             | Team          | Fahrzeug | Zweiter            | Dritter            | Pole               | Führungsrunden     |
| --- | ------------- | ------------------------------------------------------------------------------------------- | ------------------ | ------------- | -------- | ------------------ | ------------------ | ------------------ | ------------------ |
| 1   | 21. März      | Australian FAI IndyCar Grand Prix (Surfers Paradise Street Circuit) (T)                     | Nigel Mansell      | Newman-Haas   | Lola     | Emerson Fittipaldi | Robby Gordon       | Nigel Mansell      | Emerson Fittipaldi |
| 2   | 04. April     | Valvoline 200 (Phoenix International Raceway) (O)                                           | Mario Andretti     | Newman-Haas   | Lola     | Raul Boesel        | Jimmy Vasser       | Scott Goodyear     | Paul Tracy         |
| 3   | 18. April     | Toyota Grand Prix of Long Beach (Long Beach Grand Prix Circuit) (T)                         | Paul Tracy         | Penske        | Penske   | Bobby Rahal        | Nigel Mansell      | Nigel Mansell      | Paul Tracy         |
| 4   | 30. Mai       | Indianapolis 500-Mile Race (Indianapolis Motor Speedway) (O)                                | Emerson Fittipaldi | Penske        | Penske   | Arie Luyendyk      | Nigel Mansell      | Arie Luyendyk      | Mario Andretti     |
| 5   | 06. Juni      | Miller Genuine Draft 200 (The Milwaukee Mile) (O)                                           | Nigel Mansell      | Newman-Haas   | Lola     | Raul Boesel        | Emerson Fittipaldi | Raul Boesel        | Raul Boesel        |
| 6   | 13. Juni      | ITT Automotive Grand Prix of Detroit (Raceway at Belle Isle) (T)                            | Danny Sullivan     | Galles Racing | Lola     | Raul Boesel        | Mario Andretti     | Nigel Mansell      | Danny Sullivan     |
| 7   | 27. Juni      | Budweiser/G. I. Joe's 200 Presented by Texaco/Havoline (Portland International Raceway) (P) | Emerson Fittipaldi | Penske        | Penske   | Nigel Mansell      | Paul Tracy         | Nigel Mansell      | Emerson Fittipaldi |
| 8   | 11. Juli      | Budweiser Grand Prix of Cleveland (Cleveland Street Course) (F)                             | Paul Tracy         | Penske        | Penske   | Emerson Fittipaldi | Nigel Mansell      | Paul Tracy         | Paul Tracy         |
| 9   | 18. Juli      | Molson Indy Toronto (Exhibition Place Circuit) (T)                                          | Paul Tracy         | Penske        | Penske   | Emerson Fittipaldi | Danny Sullivan     | Emerson Fittipaldi | Paul Tracy         |
| 10  | 01. August    | Marlboro 500 (Michigan International Speedway) (O)                                          | Nigel Mansell      | Newman-Haas   | Lola     | Mario Andretti     | Arie Luyendyk      | Mario Andretti     | Nigel Mansell      |
| 11  | 08. August    | New England 200 (New Hampshire International Speedway) (O)                                  | Nigel Mansell      | Newman-Haas   | Lola     | Paul Tracy         | Emerson Fittipaldi | Nigel Mansell      | Paul Tracy         |
| 12  | 15. August    | Texaco/Havoline 200 (Road America) (P)                                                      | Paul Tracy         | Penske        | Penske   | Nigel Mansell      | Bobby Rahal        | Paul Tracy         | Paul Tracy         |
| 13  | 29. August    | Molson Indy Vancouver (Concord Pacific Place) (T)                                           | Al Unser jr.       | Galles Racing | Lola     | Bobby Rahal        | Stefan Johansson   | Scott Goodyear     | Bobby Rahal        |
| 14  | 12. September | Pioneer Electronics 200 (Mid-Ohio Sports Car Course) (P)                                    | Emerson Fittipaldi | Penske        | Penske   | Robby Gordon       | Scott Goodyear     | Nigel Mansell      | Emerson Fittipaldi |
| 15  | 19. September | Bosch Spark Plug Grand Prix (Nazareth Speedway) (O)                                         | Nigel Mansell      | Newman-Haas   | Lola     | Scott Goodyear     | Paul Tracy         | Nigel Mansell      | Nigel Mansell      |
| 16  | 03. Oktober   | Toyota Grand Prix of Monterey (Laguna Seca) (P)                                             | Paul Tracy         | Penske        | Penske   | Emerson Fittipaldi | Arie Luyendyk      | Emerson Fittipaldi | Paul Tracy         |

- Erklärung: O: Ovalkurs, T: temporäre Rennstrecke (Stadtkurs), P: permanente Rennstrecke, F: Flugplatzkurs

### Fahrer-Meisterschaft
| Platz  | 1  | 2  | 3  | 4  | 5  | 6 | 7 | 8 | 9 | 10 | 11 | 12 |
| Punkte | 20 | 16 | 14 | 12 | 10 | 8 | 6 | 5 | 4 | 3  | 2  | 1  |

Zusätzlich wurde noch jeweils ein Punkt an den Piloten auf der Pole-Position sowie den Piloten mit den meisten Führungsrunden im Rennen verteilt.
| Pos. | Fahrer                 | Team                        | Fahrzeug    | Motor     | SPA | PHO | LBE | IND | MIL | DET | POT | CLE | TOR | MIC | NHA | RAM | VAN | MID | NAZ | LSE | Punkte |
| ---- | ---------------------- | --------------------------- | ----------- | --------- | --- | --- | --- | --- | --- | --- | --- | --- | --- | --- | --- | --- | --- | --- | --- | --- | ------ |
| 1    | Nigel Mansell (R)      | Newman/Haas Racing          | Lola        | Cosworth  | 21  |     | 15  | 14  | 20  | 1   | 17  | 14  |     | 21  | 21  | 16  | 8   | 2   | 21  |     | 191    |
| 2    | Emerson Fittipaldi     | Penske Racing               | Penske      | Chevrolet | 17  |     |     | 20  | 14  |     | 21  | 16  | 17  |     | 14  | 10  | 6   | 21  | 10  | 17  | 183    |
| 3    | Paul Tracy             | Penske Racing               | Penske      | Chevrolet |     | 1   | 21  |     |     | 4   | 14  | 22  | 21  |     | 17  | 22  |     |     | 14  | 21  | 157    |
| 4    | Bobby Rahal            | Rahal-Hogan Racing          | Lola        | Chevrolet | 8   |     | 16  |     | 12  | 10  | 12  |     | 12  | 4   | 6   | 14  | 17  | 8   | 8   | 6   | 133    |
| 5    | Raul Boesel            | Dick Simon Racing           | Lola        | Cosworth  | 5   | 16  | 1   | 12  | 18  | 16  | 6   | 6   | 6   | 12  |     | 12  | 4   | 12  | 4   | 2   | 132    |
| 6    | Mario Andretti         | Newman/Haas Racing          | Lola        | Cosworth  | 12  | 20  |     | 11  |     | 14  | 8   | 10  | 5   | 17  |     |     | 10  | 6   |     | 4   | 117    |
| 7    | Al Unser jr.           | Galles Racing               | Lola        | Chevrolet |     | 12  |     | 5   | 10  | 8   | 10  |     | 10  | 5   | 5   |     | 20  | 5   |     | 10  | 100    |
| 8    | Arie Luyendyk          | Chip Ganassi Racing         | Lola        | Cosworth  | 10  | 8   | 2   | 17  |     |     | 3   | 3   |     | 14  |     | 4   |     | 10  | 5   | 14  | 90     |
| 9    | Scott Goodyear         | Walker Motorsports          | Lola        | Cosworth  | 3   | 1   |     | 6   |     | 3   | 1   |     | 4   | 10  |     | 3   | 13  | 14  | 16  | 12  | 86     |
| 10   | Robby Gordon           | A. J. Foyt Enterprises      | Lola        | Cosworth  | 14  |     |     |     | 3   | 5   | 5   | 8   | 8   |     | 10  |     |     | 16  | 12  | 3   | 84     |
| 11   | Teo Fabi               | Hall/VDS Racing             | Lola        | Chevrolet | 4   | 10  | 12  | 4   | 4   |     |     | 5   |     | 8   |     | 5   | 5   |     | 2   | 5   | 64     |
| 12   | Danny Sullivan         | Galles International Racing | Lola        | Chevrolet |     |     | 5   |     |     | 21  |     |     | 14  |     |     |     | 3   |     |     |     | 43     |
|      | Stefan Johansson       | Bettenhausen Motorsports    | Penske      | Chevrolet | 1   |     |     | 2   |     |     |     | 12  |     |     |     |     | 14  |     | 6   | 8   | 43     |
| 14   | Roberto Guerrero       | Budweiser King Racing       | Lola        | Chevrolet |     |     | 10  |     | 6   |     |     |     | 3   | 6   | 12  |     | 2   |     |     |     | 39     |
| 15   | Scott Brayton          | Dick Simon Racing           | Lola        | Cosworth  |     |     |     | 8   | 8   |     |     |     |     | 2   | 8   | 6   |     | 4   |     |     | 36     |
| 17   | Jimmy Vasser           | Dick Simon Racing           | Lola        | Chevrolet |     | 14  |     |     | 5   |     | 2   |     | 2   |     | 4   |     |     | 3   |     |     | 30     |
| 18   | Eddie Cheever          | Turley Motorsports          | Penske      | Chevrolet | 6   |     | 4   |     |     |     |     |     |     |     |     | 8   |     |     | 3   |     | 21     |
| 19   | Andrea Montermini (R)  | Euromotorsport Racing       | Lola        | Chevrolet |     |     |     |     |     | 12  |     |     |     |     |     |     |     |     |     |     | 12     |
|      | Scott Pruett           | Pro Formance Motorsports    | Lola        | Chevrolet |     | 6   | 6   |     |     |     |     |     |     |     |     |     |     |     |     |     | 12     |
| 20   | Willy T. Ribbs         | Walker Motorsports          | Lola        | Cosworth  |     |     |     |     | 2   | 1   |     |     |     | 3   |     | 1   |     | 2   |     |     | 9      |
| 21   | Robbie Buhl (R)        | Dale Coyne Racing           | Lola        | Chevrolet |     |     | 8   |     |     |     |     |     |     |     |     |     |     |     |     |     | 8      |
|      | Mark Smith (R)         | Arciero Racing              | Penske      | Chevrolet |     | 4   | 3   |     |     |     |     |     |     |     |     |     |     |     | 1   |     | 8      |
|      | Mike Groff             | Rahal-Hogan Racing          | Rahal-Hogan | Chevrolet |     |     |     |     | 2   | 4   |     |     |     | 2   |     |     |     |     |     |     | 8      |
| 24   | Adrián Fernández (R)   | Galles International Racing | Lola        | Chevrolet |     |     |     |     |     | 6   |     |     |     |     |     |     |     |     |     | 1   | 7      |
|      | Brian Till             | Turley Motorsports          | Penske      | Chevrolet |     |     |     |     |     |     |     | 4   |     |     | 3   |     |     |     |     |     | 7      |
|      | Hiro Matsushita        | Walker Motorsports          | Lola        | Cosworth  | 2   | 3   |     |     |     |     |     | 1   |     |     |     |     | 1   |     |     |     | 7      |
| 27   | Dave Kudrave (R)       | Euromotorsport Racing       | Lola        | Chevrolet |     | 5   |     |     |     |     |     |     |     | 1   |     |     |     |     |     |     | 6      |
| 28   | Olivier Grouillard (R) | Indy Regency Racing         | Lola        | Chevrolet |     |     |     |     | 1   |     |     | 2   |     |     | 1   |     |     |     |     |     | 4      |
| 29   | John Andretti          | A. J. Foyt Racing           | Lola        | Cosworth  |     |     |     | 3   |     |     |     |     |     |     |     |     |     |     |     |     | 3      |
| 30   | Marco Greco (R)        | Sovereign Racing            | Lola        | Chevrolet |     | 2   |     |     |     |     |     |     |     |     |     |     |     |     |     |     | 2      |
|      | Christian Danner       | Euromotorsport Racing       | Lola        | Chevrolet |     |     |     |     |     |     |     |     |     |     |     | 2   |     |     |     |     | 2      |
| 32   | Ross Bentley           | Dale Coyne Racing           | Lola        | Chevrolet |     | 1   |     |     |     |     |     |     |     |     |     |     |     |     |     |     | 1      |
|      | Al Unser               | Budweiser King Racing       | Lola        | Chevrolet |     |     |     | 1   |     |     |     |     |     |     |     |     |     |     |     |     | 1      |
|      | Bertrand Gachot (R)    | Dick Simon Racing           | Lola        | Cosworth  |     |     |     |     |     |     |     |     | 1   |     |     |     |     |     |     |     | 1      |

Bemerkungen:
- (R)=Rookie

- Piloten die während der Saison das Team oder Fahrzeug gewechselt haben, werden mit der Kombination aufgeführt, mit der sie die meisten Punkte erreichten.

- Der Punkt für die Pole-Position für das fünfzehnte Rennen in Nazareth wurde nicht vergeben, da die Trainingsläufe aufgrund von Regen ausfielen. Die Startaufstellung erfolgte nach dem Meisterschaftsstand.

### Rookie of the Year
| Pos. | Fahrer             | Team                  | Fahrzeug | Motor     | SPA | PHO | LBE | IND | MIL | DET | POT | CLE | TOR | MIC | NHA | RAM | VAN | MID | NAZ | LSE | Punkte |
| ---- | ------------------ | --------------------- | -------- | --------- | --- | --- | --- | --- | --- | --- | --- | --- | --- | --- | --- | --- | --- | --- | --- | --- | ------ |
| 1    | Nigel Mansell      | Newman/Haas Racing    | Lola     | Cosworth  | 21  |     | 15  | 14  | 20  | 1   | 17  | 14  |     | 21  | 21  | 16  | 8   | 2   | 21  |     | 191    |
| 2    | Andrea Montermini  | Euromotorsport Racing | Lola     | Chevrolet |     |     |     |     |     | 12  |     |     |     |     |     |     |     |     |     |     | 12     |
| 3    | Robbie Buhl        | Dale Coyne Racing     | Lola     | Chevrolet |     |     | 8   |     |     |     |     |     |     |     |     |     |     |     |     |     | 8      |
|      | Mark Smith         | Arciero Racing        | Penske   | Chevrolet |     | 4   | 3   |     |     |     |     |     |     |     |     |     |     |     | 1   |     | 8      |
| 5    | Adrián Fernández   | Galles Racing         | Lola     | Chevrolet |     |     |     |     |     | 6   |     |     |     |     |     |     |     |     |     | 1   | 7      |
| 6    | Dave Kudrave       | Euromotorsport Racing | Lola     | Chevrolet |     | 5   |     |     |     |     |     |     |     | 1   |     |     |     |     |     |     | 6      |
| 7    | Olivier Grouillard | Indy Regency Racing   | Lola     | Chevrolet |     |     |     |     | 1   |     |     | 2   |     |     | 1   |     |     |     |     |     | 4      |
| 8    | Marco Greco        | Sovereign Racing      | Lola     | Chevrolet |     | 2   |     |     |     |     |     |     |     |     |     |     |     |     |     |     | 2      |
| 9    | Bertrand Gachot    | Dick Simon Racing     | Lola     | Cosworth  |     |     |     |     |     |     |     |     | 1   |     |     |     |     |     |     |     | 1      |

### Nationenwertung
| Pos. | Land        | SPA | PHO | LBE | IND | MIL | DET | POT | CLE | TOR | MIC | NHA | RAM | VAN | MID | NAZ | LSE | Punkte |
| ---- | ----------- | --- | --- | --- | --- | --- | --- | --- | --- | --- | --- | --- | --- | --- | --- | --- | --- | ------ |
| 1    | Brasilien   | 17  | 16  | 1   | 20  | 18  | 16  | 21  | 16  | 17  | 12  | 14  | 12  | 6   | 21  | 10  | 17  | 234    |
| 2    | USA         | 14  | 20  | 16  | 11  | 12  | 14  | 12  | 10  | 12  | 17  | 10  | 14  | 20  | 16  | 12  | 10  | 230    |
| 3    | Kanada      | 3   | 1   | 21  | 6   |     | 5   | 14  | 22  | 21  | 10  | 17  | 22  | 13  | 16  | 14  | 21  | 207    |
| 4    | England     | 21  |     | 15  | 14  | 20  | 1   | 17  | 14  |     | 21  | 21  | 16  | 8   | 2   | 21  |     | 191    |
| 5    | Holland     | 10  | 8   | 2   | 17  |     |     | 3   | 3   |     | 14  |     | 4   |     | 10  | 5   | 14  | 90     |
| 6    | Italien     | 4   | 10  | 12  | 4   | 4   | 12  |     | 5   |     | 8   |     | 5   | 5   |     | 2   | 5   | 76     |
| 7    | Schweden    | 1   |     |     | 2   |     |     |     | 12  |     |     |     |     | 14  |     | 6   | 8   | 43     |
| 8    | Kolumbien   |     |     | 10  |     | 6   |     |     |     | 3   | 6   | 12  |     | 2   |     |     |     | 39     |
| 9    | Japan       | 2   | 3   |     |     |     |     |     | 1   |     |     |     |     | 1   |     |     |     | 7      |
|      | Mexiko      |     |     |     |     |     | 6   |     |     |     |     |     |     |     |     |     | 1   | 7      |
| 11   | Frankreich  |     |     |     |     | 1   |     |     | 2   |     |     | 1   |     |     |     |     |     | 4      |
| 12   | Deutschland |     |     |     |     |     |     |     |     |     |     |     | 2   |     |     |     |     | 2      |
| 13   | Belgien     |     |     |     |     |     |     |     |     | 1   |     |     |     |     |     |     |     | 1      |